# Thieulloy-l'Abbaye
Thieulloy-l'Abbaye is een gemeente in het Franse departement Somme (regio Hauts-de-France) en telt 276 inwoners (1999). De plaats maakt deel uit van het arrondissement Amiens.

## Geografie
De oppervlakte van Thieulloy-l'Abbaye bedraagt 14,8 km², de bevolkingsdichtheid is 18,6 inwoners per km².
De onderstaande kaart toont de ligging van Thieulloy-l'Abbaye met de belangrijkste infrastructuur en aangrenzende gemeenten.

## Demografie
Onderstaande figuur toont het verloop van het inwonertal (bron: INSEE-tellingen).